# Battaglia di Maisdon
La battaglia di Maisdon è stata una battaglia della quinta guerra di Vandea combattuta il 5 giugno 1832 a Maisdon-sur-Sèvre.

## La battaglia
All'inizio del mese di giugno del 1832, 350 insorti vandeani della divisione di Vallet e Loroux, due terzi dei quali disarmati, si raccolsero nel villaggio di Hautière, presso il comune di Maisdon-sur-Sèvre. I vandeani erano comandati da Le Chauff de La Blanchetière, assistito da Bascher, Guilloré e Kersabiec. Gli insorti avrebbero dovuto partire per la brughiera di Grenouillère al fine di unirsi  al gruppo della duchessa di Berry.
Il 5 giugno, i legittimisti li sorpresero e dopo un breve combattimento di un quarto d'ora, i vandeani vennero costretti alla fuga lasciando sul campo 12 morti. Kersabiec e Guilloré e pochi altri vennero poi arrestati, e Charles Bascher venne fucilato sommariamente dalla guardia nazionale.